# 大阪ベイサイドライン
大阪ベイサイドライン(おおさかベイサイドライン)とは、神姫バスが運行する神姫バス三宮バスターミナルからポートタウン東駅を結ぶ高速バスである。
一部USJを経由又は始着とする便もある。
なお、座席定員制のため、満席の場合は乗車できない。

## 概説
この便は当初神戸三宮～ユニバーサル・スタジオ・ジャパン線として運転していたが、2014年7月1日に大阪ベイサイドラインと名称を改めた。

## 運行概要

### 運行経路
- 神姫バス三宮バスターミナル　-　USJ(USJ直行)
- 神姫バス三宮バスターミナル　-　USJ　-　舞洲此花大橋西詰　-　コスモタワー(南港方面のみ停車)  /ＡＴＣ(神戸三宮方面のみ停車)　-　南港ポートタウン東(USJ経由南港ポートタウン東)
- 神姫バス三宮バスターミナル　-　舞洲此花大橋西詰　-　コスモタワー(南港方面のみ停車)  /ＡＴＣ(神戸三宮方面のみ停車)　-　南港ポートタウン東(USJ通過南港ポートタウン東)
- 神戸空港　-　阪神三宮東口（神戸空港方面のみ停車）　-　USJ

担当営業所
神戸営業所、三田営業所（USJ到着後、三田新大阪線運用の関係でハービス大阪または新大阪駅へ回送する便あり）三木営業所（USJまで）、社営業所（土日祝のみUSJまで）（USJ到着後、西脇大阪線や三田新大阪線などの運用関係でハービス大阪や大阪駅、新大阪駅への回送便あり）

## 運行本数
- 神戸三宮発USJ止・・毎日6本運行し更に土日祝は5本追加で運行
- 神戸三宮発USJ経由南港ポートタウン東行・・毎日2本運行
- 神戸空港発USJ行・・土日祝に2本運行
- 南港ポートタウン東発USJ経由神戸三宮行・・毎日2本運行更に土日祝は1本追加で運行
- USJ発神戸三宮行・・毎日6本運行し更に土日祝は3本追加で運行
- USJ発三宮経由神戸空港行・・毎日2本運行し更に土日祝は1本追加で運行

※注　USJ閉場時間延長日は更に本数が増える。当日の運転ダイヤ詳細は 神姫バス公式 を確認すること

## USJ休園日の経路変更
USJ休園日はUSJ発着便がすべて運休する。
また、南港ポートタウン東行きの便に関してもUSJ停車便もすべて休園日は通過する。

## 車内設備
- 4列シート
- 読書灯
- トイレなし